# 西安碑林博物館

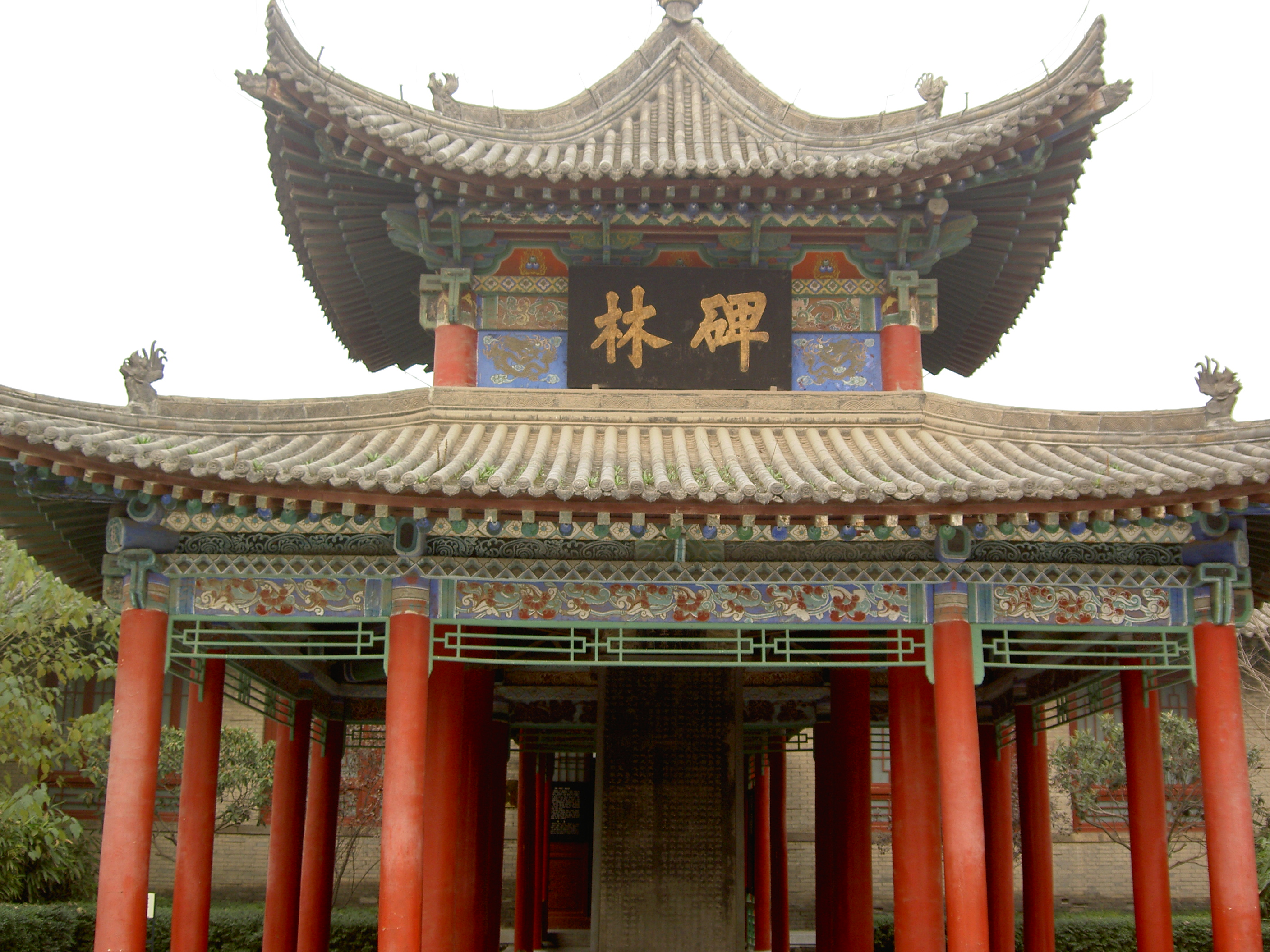

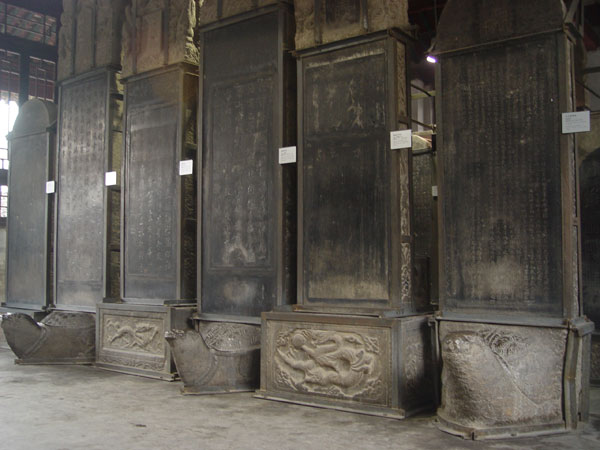

西安碑林博物館（せいあんひりんはくぶつかん）とは、中国陝西省西安市碑林区にある博物館である。石碑・墓碑・金石文・墓誌銘・石彫刻を多数収蔵し、「中国最大の石造の書庫」とも称される。

## 沿革
唐代石碑を収蔵するため、1087年（元祐2年）に孔子廟跡に設立された西安碑林が母体である。唐の開成石径と石台孝経を保存するために設立された。1944年、西安孔子廟の古代建築物群を拡充し、西安碑林博物館として設立。1961年、国の重要文化財保護指定（全国重点文物保護単位）を受けた。2018年に中国の5A級観光地に認定された。

## 所蔵品
現在1万1000余点の文物が収蔵されており、国宝文物19点、1級文物272点がある。碑林には、1,000基程の石碑が、ほか北魏・隋・唐の墓誌300余点などが展示されている。

### 文物
- 周秦漢展示室には、西周時代の青銅器が陳列されている。
- 隋唐展示室には、隋の大興城平面図があり、これは唐の長安城のモデルとされた。
- 蘇諒妻馬氏墓誌（蘇諒の妻である馬氏の墓誌。ペルシア文字が篆刻されている）[3]
- 和同開宝銀貨
- ローマの金貨
- 壁画迎賓図

### 石刻
全部で70余点ある。
- 後漢の双獣石刻
- 陝北の画像石

### 西安碑林
- 開成石経

唐の文宗の開成2年（837年）に作成。孝経・論語・詩経などが刻まれている。
- 欧陽詢「皇甫誕碑」（唐代）
- 虞世南「孔子廟堂碑」（唐代）
- 懐仁集王羲之書「三蔵聖教序碑」（唐代）
- 顔真卿「顔氏宗廟碑」（唐代）
- 柳公権「玄秘塔碑」（唐代）
- 張旭「断千字文」（唐代）
- 懐素「草書千字文」（唐代）
- 李陽冰「三墳記」（唐代）
- 曹全碑（後漢時代）
- 周易残石（後漢時代）
- 宋淳化秘閣帖（清代に複刻）
- 大秦景教流行中国碑（かつて長安に存在した大秦寺が建造したとされる。大秦寺は景教（中国に伝来したネストリウス派キリスト教）の寺院であった。）
- 不空和尚碑
- 中尼合文陀羅尼経幢

## 所在地・情報
- 中国陝西省西安市碑林区三学街15号
- 開館時間 8:30～18:00
- 料金 75元（3月1日-11月30日） 50元（12月1日-来年2月末）

## 関連人物
- 王岐山 - 中国共産党中央政治局常務委員・中国共産党中央規律検査委員会書記。陝西省博物館時代に当博物館に勤務。